# Jacobus Henricus van 't Hoff
Jacobus Henricus van 't Hoff (Róterdam, 30 de agosto de 1852  -  Berlín, 1 de marzo de 1911) fue un químico neerlandés ganador del Premio Nobel de Química en 1901 por establecer los principios de la estereoquímica y de la cinética química.
Su trabajo pionero ayudó a fundar la teoría moderna de la afinidad química, el equilibrio químico, la cinética química y la termodinámica química. En su folleto de 1874, Van 't Hoff formuló la teoría del átomo de carbono tetraédrico y sentó las bases de la estereoquímica. En 1875, predijo las estructuras correctas de los alenos y cumulenos, así como su quiralidad axial. También se le considera uno de los fundadores de la química física tal y como se conoce hoy en día esta disciplina.

## Biografía
Hijo de un médico, desde joven se interesó por la ciencia y, en contra de los deseos de su padre, estudió química en la entonces Escuela Politécnica de Delft, posteriormente en la Universidad de Leiden, en la de Bonn (donde coincidió con Friedrich Kekulé), en la de París donde estudió con Charles Adolphe Wurtz, recibiendo el doctorado en la Universidad de Utrecht en 1878.
Posteriormente fue profesor en las universidades de Ámsterdam y Berlín, donde falleció el 1 de marzo de 1911. Hizo, además, investigaciones sobre el comportamiento de disoluciones diluidas, evidenciando ciertas analogías con los gases, e introdujo el concepto de presión osmótica.
En 1874, cuando contaba solo veintidós años, introdujo una nueva visión a los esquemas de August Kekulé de notación de enlaces químicos. La forma en que se venía usando el sistema era en dos dimensiones (natural al escribir en papel), pero de esta forma no se podía explicar la falta de asimetría en ciertos casos, y la asimetría en otros, como en el caso del ácido Tartárico y Racémico. Van 't Hoff introdujo el esquema tridimensional, y tomando como ejemplo el átomo de carbono, sus cuatro enlaces tienen un ángulo de 109,5 ° en lugar de los 90 ° derivados de la visión bidimensional. Esta visión explicó la asimetría del ácido tartárico descubierta por Pasteur unas décadas antes.
En 1878, van 't Hoff se casó con Johanna Francina Mees. Tuvieron dos hijas, Johanna Francina (1880-1964) y Aleida Jacoba (1882-1971), y dos hijos, Jacobus Henricus van 't Hoff III (1883-1943) y Govert Jacob (1889-1918). Van 't Hoff murió a la edad de 58 años, el 1 de marzo de 1911, en Steglitz, cerca de Berlín, de tuberculosis.

## Carrera

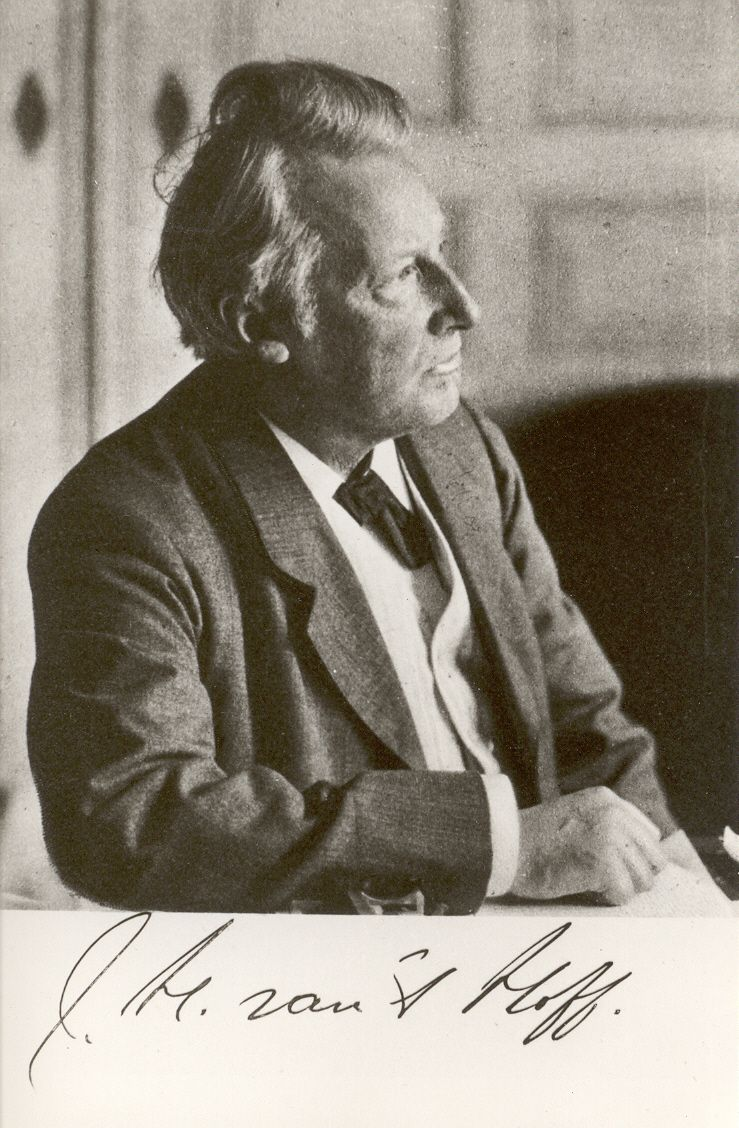
Van 't Hoff hacia el 1900.

### Química orgánica
Van 't Hoff adquirió su primera reputación en el campo de la química orgánica. En 1874, explicó el fenómeno de la actividad óptica suponiendo que los enlaces químicos entre átomos de carbono y sus vecinos se dirigían hacia los vértices de un tetraedro regular. Esta estructura tridimensional daba cuenta de los isómeross encontrados en la naturaleza. Comparte el mérito con el químico francés Joseph Le Bel, que tuvo la misma idea de forma independiente.
Tres meses antes de que se le concediera el doctorado, Van 't Hoff publicó esta teoría, que hoy en día se considera la base de la estereoquímica, primero en un folleto holandés en otoño de 1874, y luego en mayo del año siguiente en un pequeño libro francés titulado La chimie dans l'espace. En 1877 apareció una traducción al alemán, en un momento en que el único trabajo que Van 't Hoff podía encontrar era en la Escuela de Veterinaria de Utrecht.  En estos primeros años, su teoría fue ignorada en gran medida por la comunidad científica, y fue duramente criticada por un destacado químico, Hermann Kolbe. Kolbe escribió:
"Al Dr. J. H. van 't Hoff, de la Facultad de Veterinaria de Utrecht, no le gusta, aparentemente, la investigación química exacta. Ha considerado más conveniente montar en Pegaso (aparentemente prestado de la Escuela de Veterinaria) y proclamar en su La chimie dans l'espace cómo, en su audaz vuelo a la cima del Parnaso químico, los átomos le parecían dispuestos en el espacio cósmico."
 Sin embargo, hacia 1880 el apoyo a la teoría de Van 't Hoff por parte de importantes químicos como Johannes Wislicenus y Viktor Meyer supuso su reconocimiento.

### Ley de Avogadro para soluciones, teoría de la disociación
Van 't Hoff desarrolló la idea de que la ley de Avogadro también podría aplicarse a las soluciones. Descubrió que la presión osmótica de una solución es directamente proporcional a la cantidad de sustancia disuelta en ella. Concluyó que a la misma presión osmótica y la misma temperatura, se debería disolver el mismo número de partículas. Luego aplicó la ecuación de estado (según la ley de Avogadro, la ley de Boyle-Mariotte) para gases a soluciones y así pudo realizar determinaciones exactas del peso molecular.
Van 't Hoff también aplicó consideraciones análogas a la elevación del punto de ebullición y la depresión del punto de congelación, que François Marie Raoult ya había podido demostrar de forma puramente empírica. Esto permitió a van 't Hoff estimar los pesos moleculares y los tamaños moleculares de las sustancias disueltas. Sin embargo, hubo desviaciones de la teoría anterior para las sales (por ejemplo, el cloruro de potasio) en comparación con el azúcar de caña. El número de partículas encontradas para el cloruro de potasio fue el doble de lo esperado en función de la masa molecular. Este hallazgo apoyó la teoría de Svante Arrhenius, quien presentó su teoría de disociación sólo después del trabajo preliminar de van 't Hoff.
Walther Nernst desarrolló una teoría más compleja para describir la tensión de la solución electrolítica, la fuerza electromotriz (FEM) de los elementos galvánicos.  Esta teoría también utilizó una descripción similar a la de la presión osmótica.

### Química física
En 1884, Van 't Hoff publicó sus investigaciones sobre cinética química, tituladas Études de Dynamique chimique ("Estudios de Dinámica Química"), en las que describía un nuevo método para determinar el orden de una reacción mediante gráficos y aplicaba las leyes de la termodinámica a los equilibrios químicos. También introdujo el concepto moderno de afinidad química. En 1886, demostró una similitud entre el comportamiento de las disoluciones diluidas y los gases. En 1887 fundó con el químico alemán Wilhelm Ostwald una influyente revista científica llamada Zeitschrift für physikalische Chemie ("Revista de Química Física"). Trabajó en la teoría de Svante Arrhenius sobre la disociación de electrolitos y, en 1889, justificó físicamente la ecuación de Arrhenius. En 1896 se convirtió en profesor de la Academia Prusiana de Ciencias de Berlín. Sus estudios sobre los depósitos de sal de Stassfurt fueron una importante contribución a la industria química prusiana.

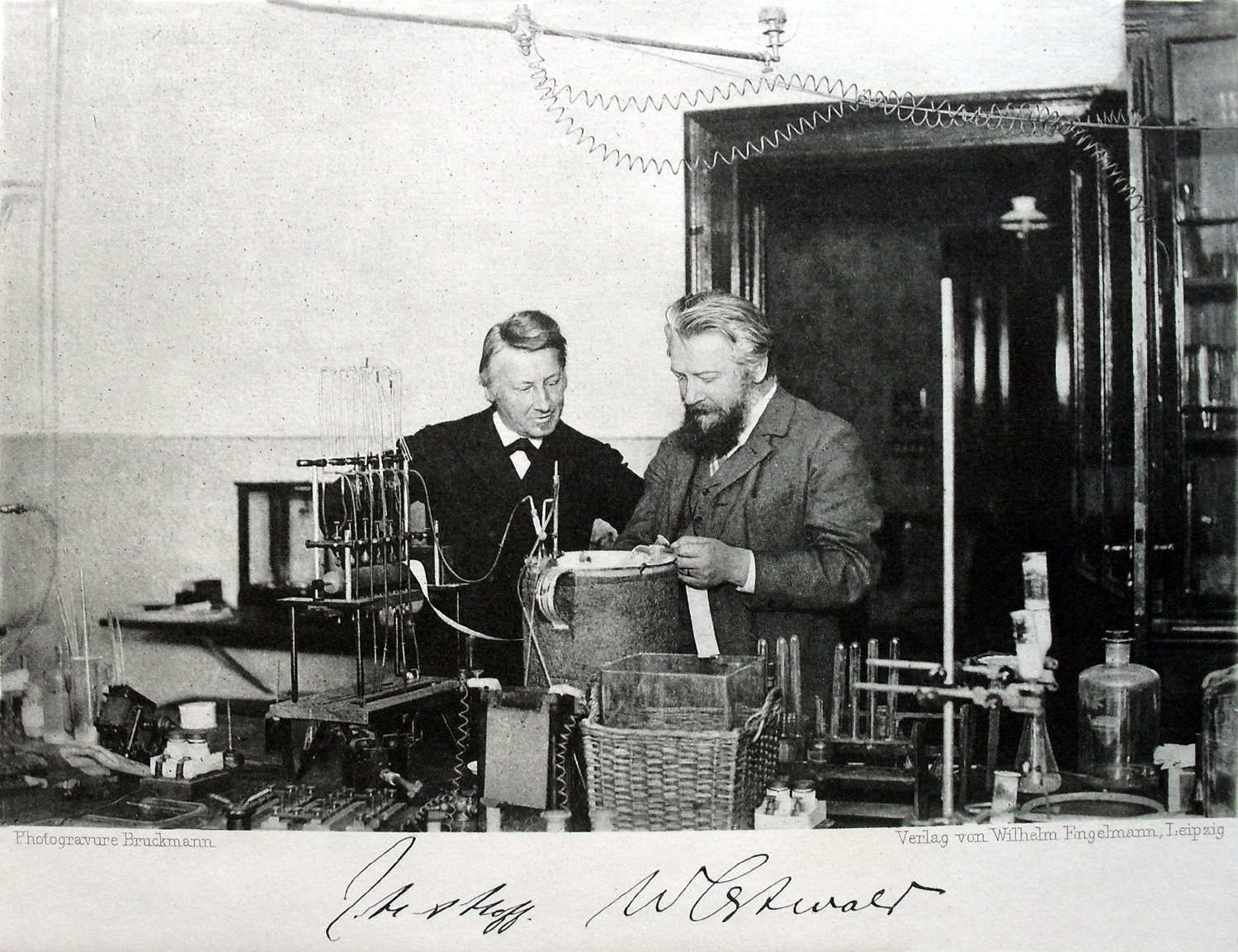
J.H. van 't Hoff con Wilhelm Ostwald (derecha).

Van 't Hoff fue profesor de química y física en la Facultad de Medicina Veterinaria de Utrecht. A continuación, trabajó como profesor de química, mineralogía y geología en la Universidad de Ámsterdam durante casi 18 años antes de convertirse en director del departamento de química. En 1896, Van 't Hoff se trasladó a Alemania, donde terminó su carrera en la Universidad de Berlín en 1911. En 1901, recibió el primer Premio Nobel de Química por su trabajo con disoluciones. Sus trabajos demostraron que las disoluciones muy diluidas siguen leyes matemáticas muy parecidas a las leyes que describen el comportamiento de los gases.

## Reconocimientos
En 1885, Van 't Hoff fue nombrado miembro de la Real Academia Neerlandesa de las Artes y las Ciencias.
En 1901 fue galardonado con el Premio Nobel de Química por el descubrimiento de las leyes de la dinámica química y de la presión osmótica en las soluciones químicas, convirtiéndose en el primer premiado en esta categoría de los Premios Nobel instaurados aquel año.
En 1904 fue elegido miembro de la American Philosophical Society. Otras distinciones incluyen doctorados honoris causa por Harvard y Yale (1901), la Universidad de Victoria, la Universidad de Manchester (1903) y la Universidad de Heidelberg (1908). Recibió la Medalla Davy de la Royal Society en 1893 (junto con Le Bel), y fue elegido Miembro Extranjero de la Royal Society (ForMemRS) en 1897. Recibió la Medalla Helmholtz de la Academia Prusiana de Ciencias (1911), fue nombrado Caballero de la Legión de Honor francesa (1894) y Senador de la Kaiser-Wilhelm-Gesellschaft (1911). Van 't Hoff fue miembro honorario de la Sociedad Química Británica de Londres, la Real Academia Holandesa de las Artes y las Ciencias (1892), la Sociedad Química Americana (1898), la Académie des Sciences de París (1905) y la Sociedad Química Holandesa (1908). De entre sus numerosas distinciones, Van't Hoff consideraba la obtención del primer Premio Nobel de Química como la culminación de su carrera.
Llevan su nombre:
- Factor de Van't Hoff
- Ecuación de Van't Hoff
- Regla de Le Bel-Van't Hoff

## Eponimía
- El cráter lunar Van't Hoff lleva este nombre en su memoria.[15]

## Obras de su autoría
- La chimie dans l’espace. 1875; español: La disposición de átomos en el espacio. Braunschweig 1877
- Ansichten über die organische Chemie. 3 Teile, Braunschweig 1878–1881
- Etudes de dynamique chimique. 1884; español: Estudio de la dinámica química. 1898
- Lois de l’équilibre chimique dans l’état dilué, gazeux ou dissous. 1885
- Vorlesungen über Bildung und Spaltung von Doppelsalzen. Leipzig 1897
- Untersuchungen über die Bildungsverhältnisse der oceanischen Salzablagerungen, insbesondere des Staßfurter Salzlagers. Berlin 1897
- Vorlesungen über theoretische und physikalische Chemie. Braunschweig 1898–1900
- Die Gesetze des chemischen Gleichgewichtes für den verdünnten, gasförmigen oder gelösten Zustand. Engelmann, Leipzig 1900, 2. Auflage 1915 (van-’t-Hoff’sches Gesetz)
  - Zuerst in Französisch: Une propriété générale de la matière diluée, in Kongl. Svenska vetenskapsakademiens Handlingar, Band 21, Nr. 17, 1886 en los archivos neerlandeses 1885